# Mikhail Rosheuvel
Mikhail Rosheuvel (* 10. srpna 1990 Amsterdam, Nizozemsko) je nizozemský fotbalový útočník, který působí od roku 2015 v nizozemském klubu SC Cambuur (platné k prosinci 2015).
V sezóně 2012/13 triumfoval s mužstvem AZ Alkmaar v nizozemském fotbalovém poháru.

## Klubová kariéra
- Zaanlandia (mládež)
- Hellas Sport (mládež)
- AFC Ajax (mládež)
- AZ Alkmaar (mládež)
- Almere City FC 2009–2012
- AZ Alkmaar 2012–2015
- →  Heracles Almelo (hostování) 2013–2014
- SC Cambuur 2015–